# (3836) Lem
(3836) Lem – planetoida z pasa głównego asteroid okrążająca Słońce w ciągu 3 lat i 128 dni w średniej odległości 2,24 au. Została odkryta 22 września 1979 roku w Krymskim Obserwatorium Astrofizycznym w Naucznym na Półwyspie Krymskim przez Nikołaja Czernycha. Nazwa planetoidy pochodzi od Stanisława Lema, polskiego pisarza, filozofa, futurologa i eseisty. Przed nadaniem nazwy planetoida nosiła oznaczenie tymczasowe (3836) 1979 SR9.